# Sunny Suwanmethanon
Sunny Suwanmethanont (tiếng Thái: ซันนี่ สุวรรณเมธานนท์, phiên âm: Xan-ni Xu-van-mê-tha-non, sinh ngày 18 tháng 05 năm 1981), là một diễn viên và người mẫu Thái Lan. Anh được biết đến vai chính là Khaiyoi trong phim điện ảnh 2005, Dear Dakanda, đạt giải thưởng nam diễn viên chính xuất sắc Kom Chad Luek Awards. Anh còn tham gia bộ phim hài I Fine..Thank You..Love You (2014) và bộ phim đạt doanh thu phòng vé lớn tại Thái Lan và Việt Nam. Thừa thắng xông lên, anh còn tham gia bộ phim Heart Attack (2015) và mới đây nhất là phim Ông anh trời đánh, cũng là bộ phim doanh thu phòng vé rất cao.
Sinh ra ở Thái Lan, có cha là người Singapore gốc Thái Lan và mẹ là người Pháp. Anh có một anh trai và một chị gái. Suwanmethanont theo học Trường Surasakmontree ở Bangkok từ lớp 1 đến lớp 6 và tốt nghiệp Đại học Assumption, chuyên ngành Nghệ thuật Giao tiếp. Anh cũng là một người vô thần.

## Các bộ phim đã từng tham gia

### Phim điện ảnh
| Năm  | Phim                                                                   | Vai                 | Hãng                           | Đóng với                             |
| ---- | ---------------------------------------------------------------------- | ------------------- | ------------------------------ | ------------------------------------ |
| 2005 | Dear Dakanda Pheuan Sanit เพื่อนสนิท                                      | Khaiyoi             | GTH                            | Siraphan Wattanajinda                |
| 2007 | The Bedside Detective Sailap Jap Baan Lek สายลับจับบ้านเล็ก                | Jawk                | GTH                            | Pattarasaya Kreursuwansiri           |
| 2009 | Bangkok Traffic (Love) Story Rot Fai Fa Ma Ha Na Thoe รถไฟฟ้า มาหานะเธอ | TV series hero      | GTH                            | None                                 |
| 2012 | 7 Something Rak Jed Pee Dee Jed Hon รัก 7 ปี ดี 7 หน                      | John                | GTH                            | Cris Horwang                         |
| 2012 | Shambala ชัมบาลา                                                        | Wut                 | Sahamongkol Film International | Nalintip Permpattarasakul            |
| 2014 | I Fine..Thank You..Love You ไอฟาย..แต๊งกิ้ว..เลิฟยู้                         | Yim                 | GTH                            | Preechaya Pongthananikorn, Aoi Sora  |
| 2015 | Heart Attack Haam Puay Haam Pak Haam Rak Mor "ห้ามป่วย ห้ามพัก ห้ามรักหมอ"   | Yoon                | GTH                            | Davika Hoorne                        |
| 2016 | New Year Gift Pohn Jak Fah "พรจากฟ้า"                                   | Aey                 | GDH                            | Nittha Jirayungyurn                  |
| 2017 | Mr. Hurt "มิสเตอร์เฮิร์ท มือวางอันดับเจ็บ"                                     | Don Sri Chang       | Transformation Films           | Mashannoad Suvalmas & Marie Broenner |
| 2017 | Die Tomorrow "ดายทูมอร์โรว์"                                              | Man                 |                                | Rattanrat Eertaweekul                |
| 2018 | Brother and Sister "บราเธอร์แอนด์ซิสเตอร์"                                 | Chatchawan "Chatch" | GDH                            | Urassaya Sperbund & Nichkhun         |
| 2019 | Happy Old Year "ไทม์แมชชีน"                                              | Aim                 | GDH                            | Chutimon Chuengcharoensukying        |
| 2023 | Long, Live, Love "ลอง ลีฟ เลิฟว์!"                                        | Sati                | M Studio                       | Araya A. Hargate                     |
| 2023 | The Adventures "ผจญภัยล่าขุมทรัพย์หมื่นลี้"                                     | Ricky               | Transformation Films           |                                      |

### Phim truyền hình
| Năm  | Phim                                                                  | Vai                  | Đài       | Đóng với                    |
| ---- | --------------------------------------------------------------------- | -------------------- | --------- | --------------------------- |
| 2008 | True Love Next Door Season 1 Neur Koo Pratu Taad Pai เนื้อคู่ประตูถัดไป     | Joe                  | Channel 9 | Paula Taylor                |
| 2010 | True Love Next Door Season 2 Neur Koo Yark Roo Wa Krai เนื้อคู่อยากรู้ว่าใคร | Joe                  | Channel 5 | Paula Taylor                |
| 2013 | Carabao The Series: Mind Sea คาราบาว เดอะซีรี่ส์: ทะเลใจ                  | Rita                 | Channel 9 |                             |
| 2014 | True Love Next Door Season 3 เนื้อคู่ The Final Answer                    | Joe                  | GMM One   | Paula Taylor                |
| 2015 | Stay STAY ซากะ..ฉันจะคิดถึงเธอ                                           | Mhee                 | GMM One   | Supassara Thanachart        |
| 2015 | Namthaa Kammathep น้ำตากามเทพ (Nước mắt Cupid)                         | Chawee Amaraporn     | GMM One   | Ungsumalynn Sirapatsakmetha |
| 2019 | Kham Tob Samrab Sawan เทวดาตกสวรรค์ (Lời hồi đáp tới thiên đường)      | Thep                 | OneHD     | Pattarasaya Kreursuwansiri  |
| 2019 | My Ambulance รักฉุดใจนายฉุกเฉิน (Yêu chàng cấp cứu)                       | Prom Otwaphan (Peng) | OneHD     | Davika Hoorne               |

### Phim ngắn
- Nong Pee Rak (Sa) as Chut (a short film of the insurance company FWDxSCB) với Popetorn Soonthornyanakij & Karn Sawat Diwat Na Ayudhya (2021).

## Giải thưởng và đề cử
| Năm  | Giải                                   | Hạng mục                                             | Đề cử                       | Kết quả   |
| ---- | -------------------------------------- | ---------------------------------------------------- | --------------------------- | --------- |
| 2006 | 15th Suphannahong National Film Awards | Best Actor                                           | Dear Dakanda                | Đề cử     |
| 2006 | 3rd Kom Chad Luek Awards               | Best Actor                                           | Dear Dakanda                | Đoạt giải |
| 2006 | 3rd Chalermthai Awards                 | Actor in Leading Role of the Year                    | Dear Dakanda                | Đoạt giải |
| 2008 | 5th Chalermthai Awards                 | Actor in Leading Role of the Year                    | The Bedside Detective       | Đề cử     |
| 2010 | 9th Hamburger Awards                   | Favourite Scene-Stealer Actor                        | Bangkok Traffic Love Story  | Đề cử     |
| 2013 | 10th Starpics Thai Films Awards        | Best Actor                                           | Shambala                    | Đề cử     |
| 2013 | 12th Top Awards                        | Best Film Actor                                      | 7 Something                 | Đề cử     |
| 2013 | 22nd Suphannahong National Film Awards | Best Actor                                           | Shambala                    | Đề cử     |
| 2013 | 9th Chalermthai Awards                 | Actor in Leading Role of the Year                    | Shambala                    | Đề cử     |
| 2013 | 9th Chalermthai Awards                 | Actor in Leading Role of the Year                    | 7 Something                 | Đoạt giải |
| 2013 | 6th Nine Entertain Awards              | Actor of the Year                                    | Shambala, 7 Something       | Đề cử     |
| 2013 | Saraswati Royal Awards                 | Best Leading Actor                                   | Shambala                    | Đề cử     |
| 2015 | 4th Daradaily The Great Awards         | Best Film Actor                                      | I Fine..Thank You..Love You | Đề cử     |
| 2015 | 24th Suphannahong National Film Awards | Best Actor                                           | I Fine..Thank You..Love You | Đề cử     |
| 2015 | 23rd Bangkok Critics Assembly Awards   | Best Actor                                           | I Fine..Thank You..Love You | Đề cử     |
| 2015 | Kazz Awards                            | Popular Song - ABC (with Preechaya Pongthananikorn)  | I Fine..Thank You..Love You | Đề cử     |
| 2015 | Saraswati Royal Awards                 | Best Leading Actor                                   | I Fine..Thank You..Love You | Đoạt giải |
| 2015 | Saraswati Royal Awards                 | Popular Male Actor                                   | I Fine..Thank You..Love You | Đề cử     |
| 2015 | Siam Dara Star Awards                  | Best Film Actor                                      | I Fine..Thank You..Love You | Đoạt giải |
| 2015 | Siam Dara Star Awards                  | Most Popular Male Star                               | —                           | Đề cử     |
| 2015 | Maya Channel Awards                    | Best Actor (Movie)                                   | I Fine..Thank You..Love You | Đề cử     |
| 2015 | Maya Channel Awards                    | Best Pop Song - ABC (with Preechaya Pongthananikorn) | I Fine..Thank You..Love You | Đề cử     |
| 2015 | 14th Hamburger Icon Awards             | This Is It Award                                     | —                           | Đoạt giải |
| 2015 | Seventeen Choice Awards                | Seventeen Choice Actor                               | —                           | Đoạt giải |
| 2015 | 10th OK!Giải                           | Female Heartthrob                                    | —                           | Đề cử     |
| 2016 | 5th Daradaily The Great Awards         | Best Film Actor                                      | Heart Attack                | Đoạt giải |
| 2016 | 25nd Suphannahong National Film Awards | Best Actor                                           | Heart Attack                | Đoạt giải |
| 2018 | Siamdara Stars Awards 2018             | Best Film Actor                                      | Brother and Sister          | Đoạt giải |

## Quảng cáo
- Est Cola
- TCB Tuna
- Chang Beer
- KTC I-Cash
- AIS Mobile Life
- Hanami Snack
- Colgate
- Yamaha Fino
- Sansiri Townhouse
- Oppo Reno2 Sẻiies, Oppo R17
- Toyota Hiluz Revo Z Edition
- Seiko Prospex
- Nescafé